# 大戟亚科
大戟亚科（学名：Euphorbioideae）是大戟科旗下三個亞科的其中之一。
大戟亚科的种类有杯状的聚伞花序，外表看像一朵花，实际是由一朵雌花和外围的多朵雄花组成的，单个花没有花瓣，外边包围着杯状的苞片。含有乳汁，有毒，可以制农药或作其他藥用。

## 分類
大戟亚科大致上可以分為大戟族和烏桕族兩大族群及其他較小的族群：
- 大戟族 Euphorbieae
  - 大戟属 Euphorbia
  - 红雀珊瑚属 Pedilanthus
- 乌桕族 Hippomaneae
  - 澳杨属 Homalanthus
  - 地杨桃属 Sebastiania
  - 烏桕亞族 Hippomaneae
    - 海漆属 Excoecaria
    - 乌桕属 Sapium
- 響盒子族 Hureae
  - 響盒子屬 Hura（原屬乌桕族[2]）
- 枸骨戟族 Pachystromateae
  - 枸骨戟属 Pachystroma
- 葵柱戟族 Stomatocalyceae
  - 聚蕊藤属 Hamilcoa Prain, 1912
    - Hamilcoa zenkeri (Pax) Prain

  - 聚蕊戟属 Nealchornea
  - 葵柱戟属 Pimelodendron
  - 球蕊戟属 Plagiostyles

## 瀕危物種
由於大戟亞科部份物種的醫藥用途，使之廣泛採摘，下列四個大戟屬（Euphorbia）物種更成為了瀕危物種：
- Euphorbia appariciana（英语：Euphorbia gymnoclada）
- Euphorbia attastoma（英语：Euphorbia gymnoclada）
- Euphorbia crossadenia（英语：Euphorbia gymnoclada）
- Euphorbia gymnoclada（英语：Euphorbia gymnoclada）

## 參看
- 國際大戟科學會（英语：International Euphorbia Society）